# Cleora bathyscia
Cleora bathyscia là một loài bướm đêm trong họ Geometridae.